# Critérium du Dauphiné libéré 1964
La 18e édition du Critérium du Dauphiné libéré a eu lieu du 29 mai au 6 juin 1964. Elle a été remportée par l'Espagnol Valentín Uriona

## Classement général final
| Rang | Vainqueur           | Pays    | Temps |
| ---- | ------------------- | ------- | ----- |
| 1er  | Valentín Uriona     | Espagne |       |
| 2e   | Raymond Poulidor    | France  |       |
| 3e   | Esteban Martin      | Espagne |       |
| 4e   | Francisco Gabica    | Espagne |       |
| 5e   | André Foucher       | France  |       |
| 6e   | Federico Bahamontes | Espagne |       |
| 7e   | Fernando Manzaneque | Espagne |       |
| 8e   | Eusebio Vélez       | Espagne |       |
| 9e   | Jean-Claude Lebaube | France  |       |
| 10e  | José Pérez Francés  | Espagne |       |

## Les étapes
L'épreuve se dispute en neuf étapes dont les 3e et 4e comprennent deux demi-étapes (respectivement 3a et 3b, et 4a et 4b),.
| Étape      | Date   | Villes étapes                            | type | Distance (km) | Vainqueur d'étape        | Leader du classement général |
| ---------- | ------ | ---------------------------------------- | ---- | ------------- | ------------------------ | ---------------------------- |
| 1re étape  | 29 mai | Avignon – Vals-les-Bains                 |      | 209           | Jean-Claude Lebaube      |                              |
| 2e étape   | 30 mai | Vals-les-Bains – Saint-Étienne           |      | 203           | Raymond Poulidor         |                              |
| 3e a étape | 31 mai | Roanne – Montceau-les-Mines              |      | 114           | Bernard Van De Kerckhove |                              |
| 3e b étape | 31 mai | Montceau-les-Mines – Mâcon               |      | 104           | Pierre Le Mellec         |                              |
| 4e a étape | 1 juin | Mâcon – Villefranche-sur-Saône           |      | 41            | Raymond Poulidor         |                              |
| 4e b étape | 1 juin | Villefranche-sur-Saône – Bourg-en-Bresse |      | 118           | Rik Van Looy             |                              |
| 5e étape   | 2 juin | Bourg-en-Bresse – Annecy                 |      | 185           | Joseph Novales           |                              |
| 6e étape   | 3 juin | Annecy – Aix-les-Bains                   |      | 221           | Willy Monty              |                              |
| 7e étape   | 4 juin | Chambéry – Briançon                      |      | 245           | Francisco Gabica         |                              |
| 8e étape   | 5 juin | Gap – Valence                            |      | 221           | André Darrigade          |                              |
| 9e étape   | 6 juin | Valence – Grenoble                       |      | 228           | André Darrigade          |                              |